# Gostavățu
Gostavățu è un comune della Romania di 3 251 abitanti, ubicato nel distretto di Olt, nella regione storica dell'Oltenia. 
Il comune è formato dall'unione di 2 villaggi: Gostavățu e Slăveni.